# Syzygiella subintegerrima
Syzygiella subintegerrima là một loài rêu tản trong họ Jungermanniaceae. Loài này được (Nees) Spruce miêu tả khoa học lần đầu tiên năm 1895.